# 桃子美優
桃子美優（1985年12月25日—）原日本AV女優，出生於東京都，2004年出道，於2005年退隱。最早由素人網站所挖掘，雖然已於2005年退隱，但因可愛清純的美少女形象使其寫真照片仍然在網路上流傳。

## 作品

### 寫真集
- （2005/4/16）
- （2005/4/22）
- （2005/5/21）
- （2005/5/28）
- （2005/6/17）

### 成人影片
- （2004/8/6）
- （2004/8/28）
- （2004/9/26）
- （2004/12/17）
- （2005/1/23）
- （2005/3/11）
- （2005/4/11）
- （2005/5/19）
- （2005/6/19）
- （2005/7/19）
- （2005/8/19）
- （2005/9/1）
- （2005/11/3）
- （2005/12/3）
- （2005/11/19）
- （2006/9/1）
- （2006/9/2）